# Cratere Chawla
Chawla è un cratere lunare di 14,25 km situato nella parte sud-orientale della faccia nascosta della Luna.